# Raymond Ausloos
Raymond Ausloos (Brugge, 1930. február 3. – 2012. december 1.) belga labdarúgókapus.
A belga válogatott tagjaként részt vett az 1954-es labdarúgó-világbajnokságon.